# Nizina Mozambicka

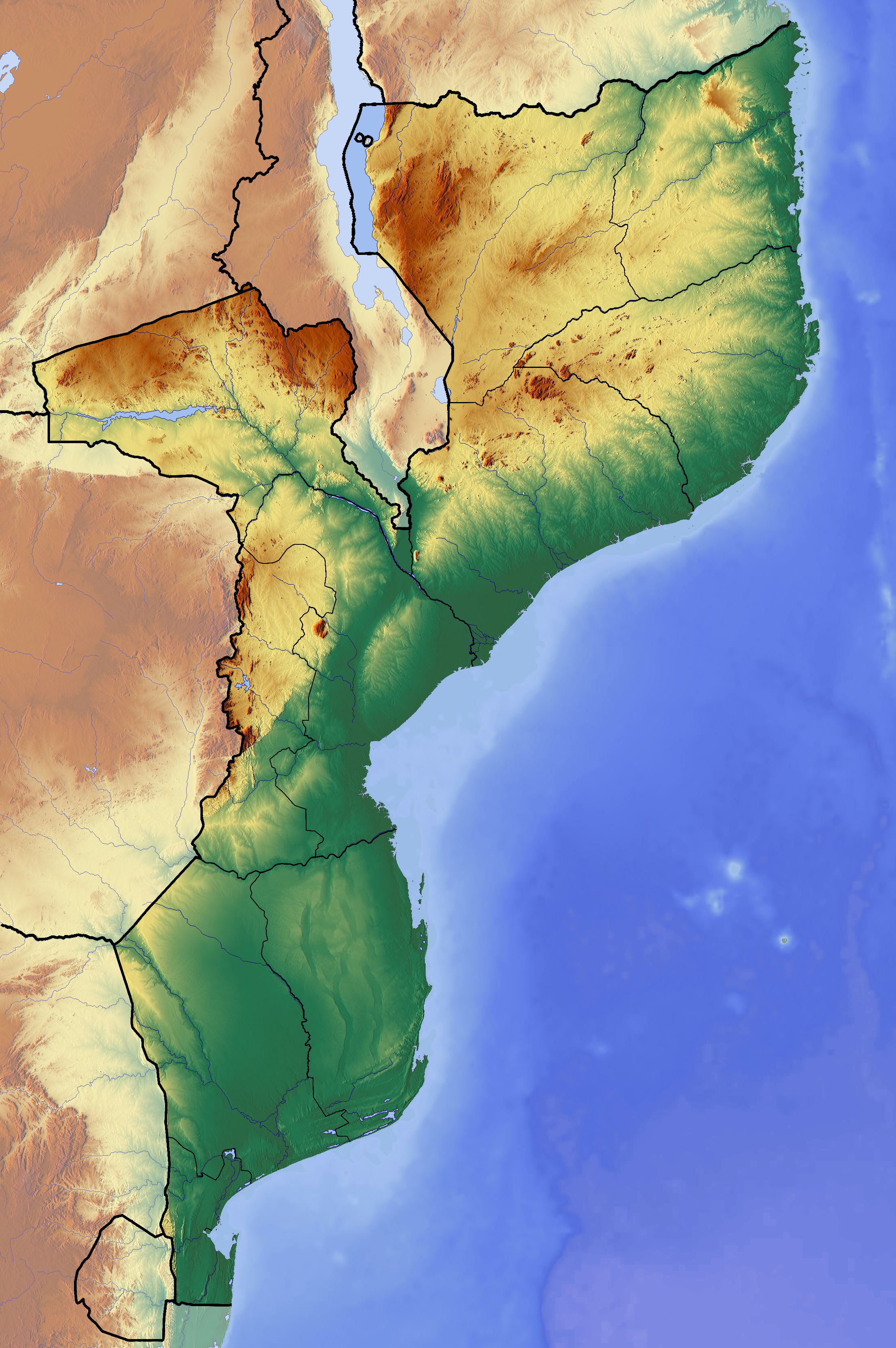
Mapa topograficzna Mozambiku

Nizina Mozambicka (port. Planície de Moçambique lub Planície Moçambicana, ang. Mozambique Plain) – nizina nadbrzeżna w południowo-wschodniej części Afryki, nad Oceanem Indyjskim (część północna nad Kanałem Mozambickim). Nizina zajmuje znaczną część Mozambiku; na południu jej niewielki fragment znajduje się w granicach Południowej Afryki.
Krajobraz równinny, zdominowany przez sawanny. Przez nizinę przepływają liczne rzeki, tworząc meandry. W jej obrębie swoje ujścia mają rzeki Limpopo, Zambezi, Save i Incomati. Wzdłuż wybrzeża występują namorzyny, pasy wysokich wydm (niektóre o wysokości ponad 130 m), liczne jeziora przybrzeżne.
W południowym Mozambiku nizina mierzy do kilkuset kilometrów szerokości; zwęża się w środkowej i północnej części kraju, ustępując Wyżynie Mozambickiej.
Jest to jedna z największych nizin nadbrzeżnych Afryki, obok Niziny Senegalu i Niziny Somalijskiej.